# Konstellationsdiagramm

Ein Konstellationsdiagramm zum 8-PSK

Ein Konstellationsdiagramm zur 16-QAM

Das Konstellationsdiagramm dient der Darstellung eines Signals, das zu einem digitalen Modulationsschema gehört, wie z. B. Quadraturamplitudenmodulation (QAM), Quadraturphasenumtastung (QPSK) oder der Phasenumtastung (PSK).
Durch die Darstellung eines übertragenen Symbols als komplexe Zahl und die Modulation eines Kosinus- und Sinusträgersignals mit dem Real- bzw. dem Imaginärteil des Symbols kann das Symbol mithilfe zweier Träger auf derselben Frequenz übertragen werden. Bei einer reinen Phasenmodulation entspricht die Phase des Trägersignals der Phase des übertragenen Symbols im Konstellationsdiagramm.
Da die Symbole komplexe Zahlen repräsentieren, können sie als Punkte in der komplexen Ebene dargestellt werden. Die Konstellationsdiagramme der beiden Abbildungen weisen einer Phasen- und/oder Amplitudeninformation ein Symbol zu.